# Chế độ nhất viện
Chế độ nhất viện là chế độ mà nghị viện của một nước chỉ xếp đặt một viện. Ở bên trong loại chế độ này, việc chế định luật pháp và thông qua dự thảo nghị quyết tương đối đơn giản và thuận lợi. Phần nhiều xuất hiện ở các nước dân chủ mới nổi và các nước thực thi Hệ thống luật châu Âu lục địa, thí dụ như Đan Mạch, Hi Lạp, Phần Lan, Singapore, Liban, Tunisia, Guatemala, New Zealand, v.v đều chọn dùng loại chế độ này. Đại hội đại biểu nhân dân toàn quốc nước Cộng hoà Nhân dân Trung Hoa - cơ quan quyền lực tối cao, cũng thực hành chế độ nhất viện.
Chế độ nhất viện là chế độ mà các nước chủ nghĩa tư bản xếp đặt một viện để sử dụng và thực thi chức quyền của nghị viện. Nghị viện Anh Quốc thực hành đầu tiên vào thế kỉ XIII, là nghị viện đơn nhất được hình thành dần dần do giai cấp thống trị kiểm soát trong đó giới quý tộc chuyển hoá thành giai cấp tư sản và một bộ phận thị dân tự do có thực lực kinh tế khá mạnh bài trừ và gạt bỏ người dân lao động để tiến vào nghị viện. Nghị viện có một cơ quan đơn nhất, xác định rõ trách nhiệm, trình tự lập pháp và thông qua dự thảo nghị quyết khá đơn giản và tiện lợi, thêm nữa đại biểu ý nguyện của giai cấp tư sản, thể hiện giai cấp tư sản dân chủ, giảm bớt tranh chấp và xung đột của bản thân nghị viện. Jean-Jacques Rousseau đã chủ trương quyền lập pháp do nghị viện đơn nhất sử dụng và thực thi.
Vào thời kì đầu thế kỉ XVIII và XIX, các nước chủ nghĩa tư bản phần nhiều thực hành chế độ nhất viện; bây giờ vẫn có rất nhiều nước chủ nghĩa tư bản thực hành chế độ nhất viện. Vào thế kỉ XX, các nước mới độc lập ở châu Á, châu Phi và Mĩ La-tinh phần nhiều cũng chọn dùng chế độ nhất viện. Đây là biểu hiện của tập đoàn lãnh đạo của giai cấp thống trị vì mục đích củng cố sự thống trị của nó nên yêu cầu quyền lực tập trung. Chế độ nhất viện tồn tại các khuyết điểm như chế định luật pháp cẩu thả, dễ giúp tăng thêm sự lộng hành, chuyên quyền độc đoán, v.v

## Giới thiệu giản lược

Nước hoặc vùng lãnh thổ chọn dùng chế độ lưỡng viện
Nước hoặc vùng lãnh thổ chọn dùng chế độ nhất viện
Nước hoặc vùng lãnh thổ không xếp đặt nghị viện
Nước có được cơ quan lập pháp và cơ quan trưng cầu dân ý mô phỏng chế độ nhất viện

So sánh với chế độ lưỡng viện truyền thống, nghị viện của chế độ nhất viện tương đối có công hiệu, ở trong chế độ lưỡng viện, sự tranh đấu ở nghị viện sẽ ngăn trở thông qua dự luật. Nếu hai viện chia rẽ ý kiến, ắt phải có một viện trong chúng không thể đại biểu ý chí chung; nếu hai viện nhất trí ý kiến, tất phải có một viện trong chúng là thừa, cho nên không cần thiết để thiết lập. Các nước chế độ lưỡng viện hiện đại, quyền lực thượng nghị viện của không ít nước đều bị cắt giảm, chuyển đến hạ nghị viện có tính đại biểu dân ý khá cao. Một số nước chế độ lưỡng viện như Anh Quốc và Canada, vì quyền lực của thượng nghị viện bị cắt giảm với biên độ lớn, xét về phương diện vận hành thực tế biểu hiện giống chế độ nhất viện, chính phủ cũng do hạ nghị viện bầu ra, cũng cần duy trì đa số ở hạ nghị viện thì mới có thể tiếp tục nắm giữ chính quyền.
Ở nghị viện của chế độ nhất viện, bên trong cơ quan lập pháp không thể giống như chế độ lưỡng viện, có thể xuất hiện một đảng khống chế thượng nghị viện, một đảng khác khống chế hạ nghị viện. Trừ phi một chính đảng lấy được ưu thế và chi phối địa vị ở bên trong nghị viện, nếu không thì dễ sản sinh cục diện bế tắc chính trị. Quyền quyết định do toàn thể nghị sĩ quyết nghị, không thể làm hẹp đường kênh chế định chính sách. Tránh khỏi sự lãng phí hành chính (nhân lực và tài lực) không cần thiết, so với chế độ lưỡng viện, có thể trực tiếp tiến hành hiệp thương với đảng đối lập.
Tuy nhiên, một số đảng nắm giữ chính quyền bên trong nghị viện của chế độ nhất viện cùng lúc nắm giữ và khống chế quyền hành chính và quyền lập pháp, sẽ tương đối không có quyền lực để ràng buộc, khó dự phòng việc kiểm soát và thống nhất đa số quyết định, tình huống một đảng chiếm ưu thế xuất hiện sẽ khiến cho đảng cầm quyền thiếu cân nhắc, khả năng sẽ xuất hiện chuyên quyền, độc đoán thống trị. So với chế độ lưỡng viện, nghị viện khá khó ràng buộc quyền lực chính phủ. Ở chế độ nhất viện, đảng cầm quyền thông qua đa số giản đơn, không có ích cho sự biểu đạt của đa nguyên ý kiến.
Để tránh hình thành chia cắt hành chính và lập pháp, không ít nước chính thể tổng thống có chế độ nhất viện đều sẽ đem bầu cử tổng thống và quốc hội cử hành cùng lúc, để khỏi bị đảng cầm quyền của tổng thống trực thuộc không thể vừa nắm giữ đa số nghị viện vừa nắm giữ chính quyền. Tuy nhiên các nước chế độ nhất viện có thực hành chế độ dân chủ nghị viện thì không được xuất hiện hành chính và lập pháp, cơ quan hành chính do thủ tướng hoặc tổng thống lãnh đạo có thể nắm giữ đa số nghị viện. Song cũng có nước ví như Hàn Quốc, sau khi dân chủ hoá bầu cử tổng thống và quốc hội cử hành tách biệt, dẫn đến thường hay xuất hiện cục diện "cầm quyền ít, đối lập lớn" - chỉ tình huống, ngay trong quốc hội, số ghế nghị sĩ của đảng cầm quyền khá ít, nhưng mà số ghế nghị sĩ của đảng đối lập chiếm tuyệt đại đa số, hơn nữa vượt qua một nửa tổng số ghế nghị sĩ quốc hội. Trước khi Trung Hoa dân quốc thay đổi và thi hành chế độ bỏ phiếu cùng lúc vào năm 2008, bầu cử tổng thống và uỷ viên lập pháp cử hành tách biệt, dẫn đến xuất hiện chính phủ thiểu số từ năm 2000 đến năm 2008, đảng Dân chủ Tiến bộ được biết là đảng cầm quyền không có cách nào nắm giữ đa số ghế ở Viện lập pháp.

## Ưu khuyết điểm

### Ưu điểm
1. Tương đối có công hiệu.[1]
2. Phù hợp ý nguyện của giai cấp thống trị.[1]
3. Bên trong cơ quan lập pháp không có xung đột, cho nên không dễ sản sinh cục diện bế tắc.[1]
4. Quyền quyết định do toàn thể nghị sĩ quyết nghị, không thể làm hẹp đường kênh chế định chính sách.[1]
5. Không thể thiên lệch và bênh vực lợi ích của giới tinh anh xã hội.[2]
6. Có thể tránh lãnh phí hành chính không cần thiết.[1]

### Khuyết điểm
1. Bên trong nghị viện không có quyền lực ràng buộc, khó dự phòng việc kiểm soát và thống nhất đa số quyết định.[1]
2. So với chế độ lưỡng viện, không thể ràng buộc quyền lực của bộ, ban, ngành hành chính.[1]
3. So với chế độ lưỡng viện, phạm vi lợi ích đại biểu các cử tri khá nhỏ.[2]
4. Chỉ có một viện thẩm tra xử lí các vụ kiện tụng, khó xét xử chu toàn.
5. Dự luật mang tính tranh luận dễ dàng thông qua.

## Nước hoặc vùng lãnh thổ hiện có chế độ nhất viện
| Thực thể chính trị                   | Cơ quan lập pháp                           | Thể chế chính trị                                            | Quốc kì (khu kì) | Hình thức kết cấu nhà nước | Chú giải thuyết minh |
| ------------------------------------ | ------------------------------------------ | ------------------------------------------------------------ | ---------------- | -------------------------- | --- |
| Trung Hoa dân quốc                   | Lập pháp viện                              | chính thế bán tổng thống                                     |                  | chế độ đơn nhất            | Trước đây, Lập pháp viện và Đại hội quốc dân cùng là cơ quan lập pháp, sau bầu cử đại biểu Đại hội quốc dân Trung Hoa dân quốc năm 2005, Đại hội quốc dân bị bãi bỏ trên thực tế, Lập pháp viện biến thành là cơ quan lập pháp duy nhất. |
| Trung Quốc                           | Đại hội đại biểu nhân dân toàn quốc        | nước cộng hoà xã hội chủ nghĩa một đảng cầm quyền            |                  | chế độ đơn nhất            | Cơ quan thường trực là Uỷ ban thường vụ Đại hội đại biểu nhân dân toàn quốc. |
| Hồng Kông                            | Hội đồng lập pháp                          | khu hành chính đặc biệt của nước Cộng hoà Nhân dân Trung Hoa |                  | chế độ đơn nhất            | Căn cứ vào nguyên tắc Một nhà nước, hai chế độ, khu hành chính đặc biệt Hương Cảng coi là đặc khu hành chính có được tự trị cao độ, bao gồm quyền lập pháp. |
| Ma Cao                               | Hội đồng lập pháp                          | khu hành chính đặc biệt của nước Cộng hoà Nhân dân Trung Hoa |                  | chế độ đơn nhất            | Căn cứ vào nguyên tắc Một nhà nước, hai chế độ, khu hành chính đặc biệt Áo Môn coi là đặc khu hành chính có được tự trị cao độ, bao gồm quyền lập pháp. |
| Cộng hòa Dân chủ Nhân dân Triều Tiên | Hội nghị lập pháp Nhân dân Tối cao         | chính thể cộng hoà một đảng cầm quyền                        |                  | chế độ đơn nhất            | Uỷ viên trưởng Uỷ ban thường nhiệm Hội nghị lập pháp Nhân dân Tối cao là người đứng đầu lập pháp, đồng thời cũng là nguyên thủ nhà nước dựa theo hiến pháp và pháp luật Triều Tiên quy định. |
| Hàn Quốc                             | Quốc hội Hàn Quốc                          | chính thể tổng thống                                         |                  | chế độ đơn nhất            | Quốc hội Hàn Quốc do công dân Hàn Quốc trực tiếp bầu cử sản sinh vào ngày 10 tháng 5 năm 1948 đặt dưới sự giám sát của Liên hợp quốc chiếu theo "Luật bầu cử nghị sĩ quốc hội" ban hành vào ngày 17 tháng 3. |
| Singapore                            | Quốc hội Singapore                         | chế độ cộng hoà nghị viện                                    |                  | chế độ đơn nhất            | |
| Hi Lạp                               | Quốc hội Hi Lạp                            | chế độ dân chủ nghị viện                                     |                  | chế độ đơn nhất            | |
| Đan Mạch                             | Quốc hội Đan Mạch                          | thể chế quân chủ lập hiến                                    |                  | chế độ đơn nhất            | |
| Thụy Điển                            | Quốc hội Thụy Điển                         | thể chế quân chủ lập hiến                                    |                  | chế độ đơn nhất            | |
| Phần Lan                             | Quốc hội Phần Lan                          | chính thể cộng hoà                                           |                  | chế độ đơn nhất            | |
| Tunisia                              | Đại hội đại biểu nhân dân Tunisia          | chính thể cộng hoà                                           |                  | chế độ đơn nhất            | |
| Libya                                | Đại hội đại biểu quốc dân Libya            | chế độ đơn nhất                                              |                  | chế độ đơn nhất            | Cơ quan lập pháp của nước đó trước mắt được cộng đồng quốc tế thừa nhận phổ biến là Đại hội đại biểu quốc dân Libya, đối lập với Chính phủ nghị viện quốc dân mới được thiết lập riêng biệt ngay trong Nội chiến Libya năm 2014 tới nay. Chủ tịch Đại hội đại biểu quốc dân Libya từng là nguyên thủ nhà nước được cộng đồng quốc tế thừa nhận phổ biến, cùng nhau kiến lập và tổ chức Chính phủ đoàn kết dân tộc với nghị viện do Uỷ ban tổng thống Libya lãnh đạo, được coi là cơ quan lập pháp tiếp tục tồn tại. |
| Bồ Đào Nha                           | Nghị viện Bồ Đào Nha                       | chính thể cộng hoà                                           |                  | chế độ đơn nhất            | |
| New Zealand                          | Nghị viện New Zealand                      | thể chế quân chủ lập hiến                                    |                  | chế độ đơn nhất            | |
| Venezuela                            | Đại hội đại biểu toàn quốc Venezuela       | chính thể cộng hoà chính thể tổng thống                      |                  | thể chế liên bang          | Sau khi hiến pháp mới năm 1999 thông qua thay đổi và thi hành chế độ nhất viện, và thiết lập riêng Đại hội lập hiến nằm bên ngoài quốc hội. |
| Transnistria                         | Nghị viện Tối cao Pridnestrovie Moldova    | chính thế bán tổng thống                                     |                  | chế độ đơn nhất            | |
| Ukraine                              | Hội đồng Tối cao Ukraina                   | chính thể cộng hoà chính thế bán tổng thống                  |                  | chế độ đơn nhất            | |
| Cuba                                 | Quốc hội Chính quyền Nhân dân Cuba         | nước cộng hoà xã hội chủ nghĩa một đảng cầm quyền            |                  | chế độ đơn nhất            | |
| Bắc Macedonia                        | Quốc hội Bắc Macedonia                     | chế độ cộng hoà nghị viện                                    |                  | chế độ đơn nhất            | |
| Eritrea                              | Nghị viện quốc dân                         | chính thể tổng thống                                         |                  | chế độ đơn nhất            | |
| Cộng hòa Dân chủ Ả Rập Xarauy        | Uỷ ban Toàn quốc Xarauy                    | chính thể tổng thống                                         |                  | chế độ đơn nhất            | |
| Bắc Ireland                          | Nghị viện Bắc Ireland                      | nước cấu thành của Vương quốc Liên hợp Anh và Bắc Ireland    |                  | chế độ đơn nhất            | |
| Mông Cổ                              | Nghị viện Khural nhà nước                  | chế độ dân chủ nghị viện                                     |                  | chế độ đơn nhất            | |
| Angola                               | Nghị viện quốc dân Angola                  | chính thể tổng thống                                         |                  | chế độ đơn nhất            | |
| Zambia                               | Nghị viện quốc dân Zambia                  | chính thể cộng hoà                                           |                  | chế độ đơn nhất            | |
| Botswana                             | Nghị viện Botswana                         | chính thể tổng thống                                         |                  | chế độ đơn nhất            | |
| Tchad                                | Nghị viện quốc dân Tchad                   | chính thể tổng thống một đảng chuyên quyền                   |                  | chế độ đơn nhất            | |
| Kyrgyzstan                           | Nghị viện Tối cao Kyrgyzstan               | chế độ dân chủ nghị viện                                     |                  | chế độ đơn nhất            | |
| Ai Cập                               | Hạ viện Ai Cập                             | chính thể cộng hoà chính thế bán tổng thống                  |                  | chế độ đơn nhất            | |
| Yemen                                | Hạ viện Yemen                              | chính thể cộng hoà chính thế bán tổng thống                  |                  | chế độ đơn nhất            | |
| Syria                                | Nghị viện nhân dân Syria                   | chính thế bán tổng thống một đảng cầm quyền                  |                  | chế độ đơn nhất            | |
| Bangladesh                           | Nghị viện quốc dân Bangladesh              | chế độ dân chủ nghị viện                                     |                  | chế độ đơn nhất            | |
| Armenia                              | Nghị viện quốc dân Armenia                 | chế độ dân chủ nghị viện                                     |                  | chế độ đơn nhất            | |
| Greenland                            | Nghị viện Greenland                        | chế độ dân chủ nghị viện                                     |                  | chế độ đơn nhất            | |
| Iceland                              | Nghị viện Iceland                          | chế độ cộng hoà nghị viện                                    |                  | chế độ đơn nhất            | |
| Quần đảo Faroe                       | Nghị viện Quần đảo Faroe                   | chế độ dân chủ nghị viện                                     |                  | chế độ đơn nhất            | |
| Na Uy                                | Nghị viện Na Uy                            | thể chế quân chủ lập hiến                                    |                  | chế độ đơn nhất            | |
| Lào                                  | Quốc hội Lào                               | cộng hoà xã hội chủ nghĩa                                    |                  | chế độ đơn nhất            | |
| Suriname                             | Nghị viện quốc dân Suriname                | chính thể tổng thống                                         |                  | chế độ đơn nhất            | |
| Iraq                                 | Nghị viện quốc dân Iraq                    | chế độ dân chủ nghị viện                                     |                  | thể chế liên bang          | |
| Thổ Nhĩ Kỳ                           | Nghị viện Đại quốc dân Thổ Nhĩ Kì          | chính thể tổng thống                                         |                  | chế độ đơn nhất            | |
| Belarus                              | Nghị viện quốc dân Belarus                 | chính thể tổng thống                                         |                  | chế độ đơn nhất            | |
| Mali                                 | Nghị viện quốc dân Mali                    | chế độ dân chủ nghị viện                                     |                  | chế độ đơn nhất            | |
| Cộng hòa Trung Phi                   | Nghị viện quốc dân nước Cộng hoà Trung Phi | chính thể tổng thống                                         |                  | chế độ đơn nhất            | |
| Bénin                                | Nghị viện quốc dân Bénin                   | chính thể tổng thống                                         |                  | chế độ đơn nhất            | |
| Guiné-Bissau                         | Nghị viện nhân dân toàn quốc Guiné-Bissau  | chính thể cộng hoà                                           |                  | chế độ đơn nhất            | |
| Kurdistan thuộc Iraq                 | Nghị viện Kurdistan                        | thể chế liên bang                                            |                  | thể chế liên bang          | |
| Guatemala                            | Nghị viện nước Cộng hoà Guatemala          | chế độ đơn nhất                                              |                  | chế độ đơn nhất            | |
| Bắc Síp                              | Nghị viện nước Cộng hoà Bắc Síp            | chế độ đơn nhất                                              |                  | chế độ đơn nhất            | |
| Síp                                  | Hạ viện Síp                                | chế độ đơn nhất                                              |                  | chế độ đơn nhất            | |
| Papua New Guinea                     | Nghị viện quốc dân Papua New Guinea        | chế độ dân chủ nghị viện                                     |                  | chế độ đơn nhất            | |
| Iran                                 | Nghị viện Iran                             | chính thể tổng thống                                         |                  | chế độ đơn nhất            | |
| Litva                                | Nghị viện Lithuania                        | chế độ đơn nhất                                              |                  | chế độ đơn nhất            | |
| Latvia                               | Nghị viện Latvia                           | chế độ đơn nhất                                              |                  | chế độ đơn nhất            | |
| Estonia                              | Quốc hội Estonia                           | chế độ dân chủ nghị viện                                     |                  | chế độ đơn nhất            | |
| Malawi                               | Nghị viện quốc dân Malawi                  | chính thể tổng thống                                         |                  | chế độ đơn nhất            | |
| Sri Lanka                            | Nghị viện Sri Lanka                        | chính thế bán tổng thống                                     |                  | chế độ đơn nhất            | |
| Gruzia                               | Nghị viện Gruzia                           | chế độ đơn nhất                                              |                  | chế độ đơn nhất            | |
| Cameroon                             | Nghị viện Cameroon                         | chính thể tổng thống                                         |                  | chế độ đơn nhất            | |
| Việt Nam                             | Quốc hội Việt Nam                          | Nhà nước Xã hội chủ nghĩa                                    |                  | Chế độ đơn nhất            | |